# Delph 28

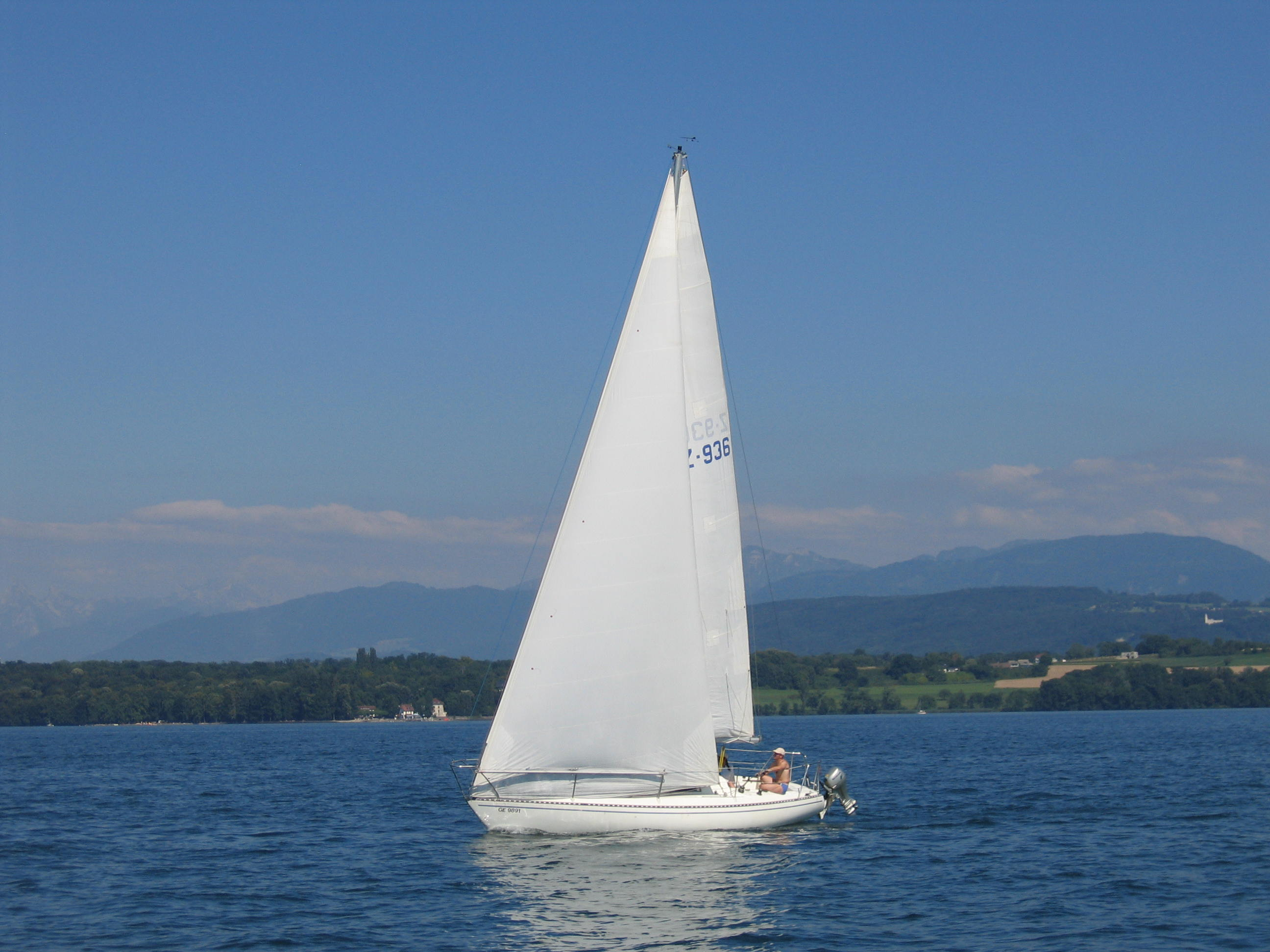
Delph 28 "Chichi" en 2007.

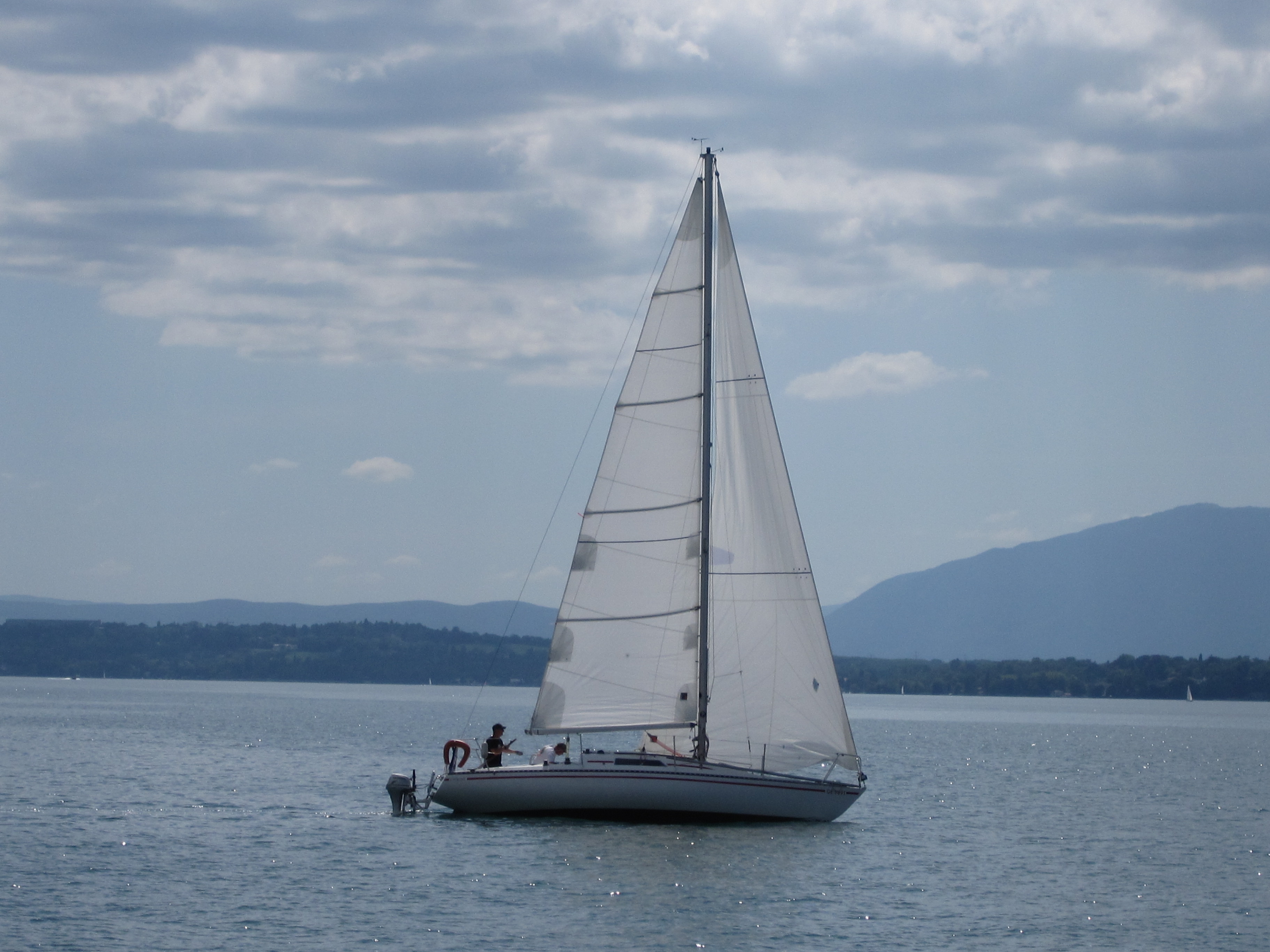
Delph 28 "Chichi" rénové en 2009, sur le lac Léman.

Le Delph 28 est un type de voilier, faisant partie des Half tonners (voiliers de course suivant la jauge du RORC) qui a été dessiné par André Mauric des chantiers Artecna de 1977 à 1982.

## Caractéristiques

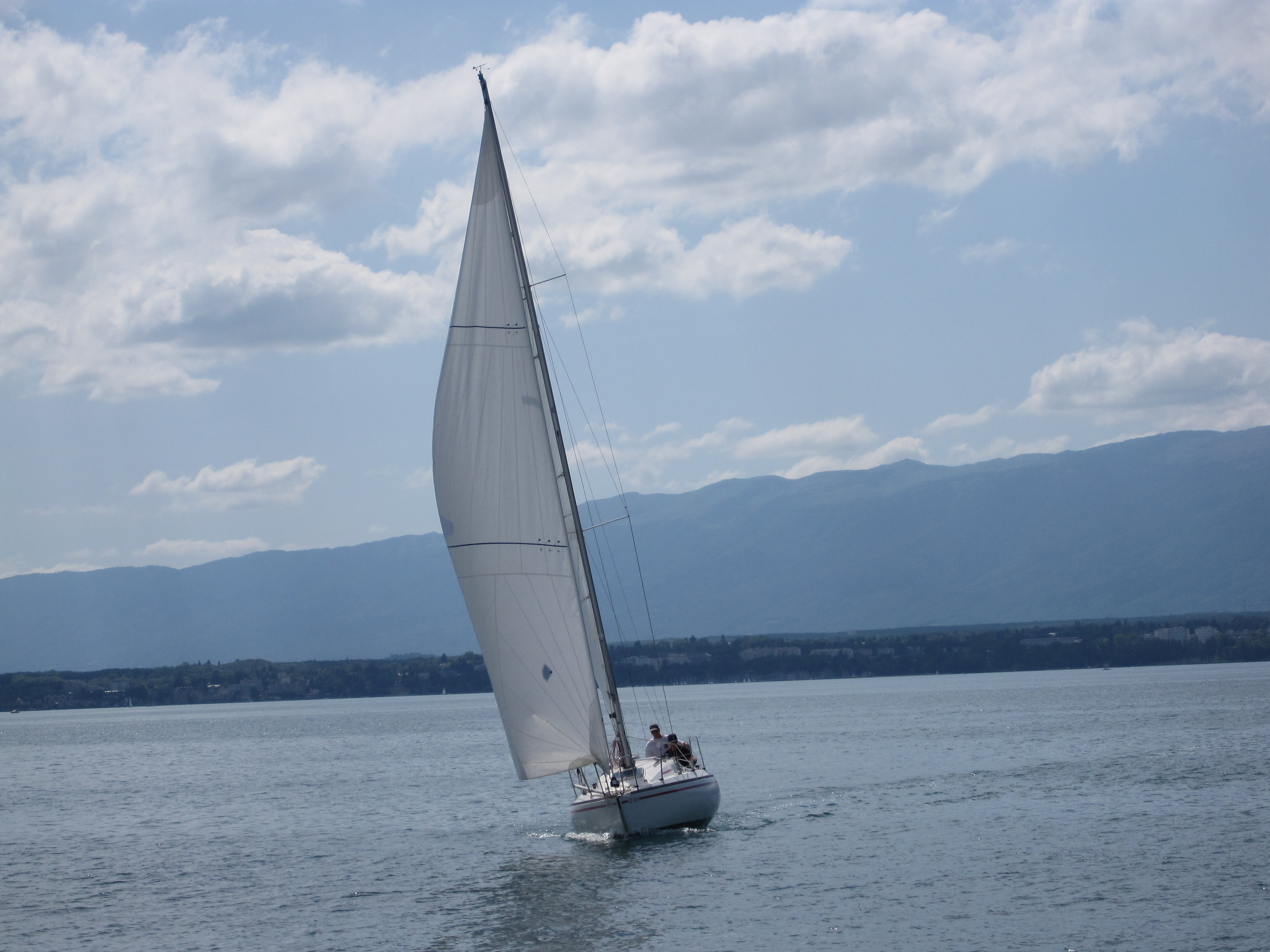
Delph 28 "Chichi" rénové en 2009, sur le lac Léman.

Il s'agit d'un monocoque habitable lesté en polyester d'une longueur de 8,58 mètres et d'une largeur de 2,75 mètres. Il était proposé avec deux types de gréements : en tête ou 7/8e. Son déplacement lège est de 2 600 kg. La masse de son lest est de 1 400 kg, ce qui représente un excellent rapport. La hauteur sous-barrot est d'environ 178 cm. Sa conception à caractère sportif en fait un voilier très performant au près.
En ce qui concerne l'aménagement intérieur et extérieur, quatre versions différentes étaient proposées : sport, week-end, croisière et course-croisière.